# Leal, solo hay una forma de vivir
Leal, solo hay una forma de vivir es una película paraguaya de acción dirigida por Pietro Scappini y Rodrigo Salomón, con guion de Andrés Gelós. Está protagonizada por Silvio Rodas, Luis Aguirre, Félix Medina, Andrea Quattrocchi, Bruno Sosa, Ana María Imizcoz, Martín Oviedo, entre otros. Es la primera producción de la compañía HEi Films de Paraguay, en coproducción con Arco Libre de Fernando Sokolowicz, de Argentina. El rodaje, de cinco semanas, se inició el 6 de noviembre de 2017, y finalizó el 9 de diciembre del mismo año. El estreno se realizó el 2 de agosto de 2018; tras un avant premiere celebrado el 31 de julio, en Cinemark. Desde el 1 de marzo de 2019 está disponible en Netflix, siendo así la primera película paraguaya en esta plataforma.

## Sinopsis
El excoronel Ramón Fernández (Silvio Rodas), recién nombrado Ministro de la Senad (Secretaría Nacional Antidrogas) de Paraguay, y un par de hombres de su confianza, el agente Luis Ibañez (Félix Medina) y el Suboficial Ricardo Fariña (Roberto Weiss), reclutan a los mejores comandos en un grupo de Operaciones Especiales. Para liderarlo, el ministro elige al sargento Carlos Gorostiaga (Luis Aguirre), un lobo solitario injustamente acusado de insubordinación. El “Comando Yaguareté” se conforma con Ruso (David Gerber), Chamorro (Fabio Chamorro) y Sargento Ayala “Tembleque” (Sergio Quiñónez).
Con reportes del centro de inteligencia, donde se encuentran los analistas Betty Jara (Andrea Quattrocchi) y Espínola (Dani Da Rosa), el cuerpo antidrogas emprende una serie de operaciones de precisión, golpeando sorpresivamente a los narcotraficantes. El objetivo es Javier Salcedo (Gonzalo Vivanco), un capo con negocios en Paraguay, Colombia, Brasil y Argentina, que sabe muy bien que quien domina el suelo, domina el cielo. En el universo del narco colombiano aparecen el sicario brasileño Dante (Bruno Sosa), la viuda Ángeles (Andrea Frigerio) y su hija María José (Josefina Bocchino), así como el músico argentino de cumbia, Roberto Vallejos (Mauricio Jortack).

## Los directores
Pietro Scappini es fundador de Renovatio Films; representante de Paraguay ante la Federación Iberoamericana de Productores Cinematográficos y Audiovisuales (FIPCA); y expresidente (2014) y ex vicepresidencia (2012-2013) de la Cámara Paraguaya de Empresas Productoras de Cine y Televisión (Campro).
Rodrigo Salomón egresó de la carrera de Diseño de Imagen y Sonido, en la Universidad de Buenos Aires (UBA), Argentina. En el 2011, obtuvo el premio al Mejor Cortometraje en el concurso 200 años en 60 segundos, celebrado en conmemoración del Bicentenario de la República de Paraguay. Fundó Oima Films (2012), empresa con la que encaró su primer proyecto, como productor ejecutivo y montajista para "Luna de cigarras" (2014), y es copropietario de Chaco Rental.

## El guionista
Scappini y Salomón tienen la gran oportunidad de trabajar sobre el material del guionista Andrés Gelós, el escritor argentino conocido en toda Latinoamérica por sus series de televisión "Kdabra" (2009-2012), que produjo Fox International Channels, con tres temporadas; y "Cumbia Ninja" (2013-2015), cuyas canciones también escribió, logró récords de audiencia. En el 2011, el unitario "Víndica" sumó el galardón Ficciones Federales a la trayectoria de Gelós, un reconocimiento concedido por el Instituto Nacional de Cine y Artes Audiovisuales de Argentina (INCAA). La película “Corazón de león” (2013), protagonizada por Guillermo Francella y Julieta Díaz, con guion y producción de Gelós, superó los 2 millones de espectadores en Argentina. En el 2016, estrenó “2091, jugar o morir”, la primera serie sci-fi latinoamericana, la cual condujo como showrunner.
Gelós -para quien es su octava película- trabajó con un equipo de colaboradores que estuvo integrado por Marcelo Tolces, Alejandro Cabral, Mike Silvero, Dani da Rosa y Natacha Caravia. El guion se inspira en cinco historias reales, relatadas por agentes de la Senad, y que ocurrieron en un periodo aproximado de ocho años.

## Los productores
La producción ejecutiva del largometraje está a cargo de Dani Da Rosa, director de Hei Network SA y Hei Films. Da Rosa es reconocido por su conducción de "Rojo Fama Contrafama" y "Cantando por un sueño", y por sus roles protagónicos en "Papá del corazón" (2008) y "De mil amores" (2009). Es fundador de Hei Music, Tropicalia y GEN; hoy conduce "Tercer Tiempo" por la Red Paraguaya de Comunicación (RPC).
El empresario y periodista argentino Fernando Sokolowicz, a través de su compañía Arco Libre, es coproductor del proyecto. Sokolowicz preside, desde hace más de 30 años, Aleph Media, empresa con la cual produjo más de cien títulos y en su haber, incluye dos premios Goya. En la actualidad, se encuentra trabajando con Mariano Cohn en "Mi amigo Bruno", la nueva cinta de Gastón Duprat, con Guillermo Francella y Luis Brandoni.
La productora ejecutiva de "Leal", María Victoria 'Vicky' Ramírez Jou, nacida en Asunción, en 1971, tiene más de 25 años en el mundo audiovisual paraguayo e internacional; trabajando con los mejores directores del Paraguay, como Bruno Masi, Carlos Saguier, Richard Careaga, Marcelo Martinessi. Trabajó por más de una década con Juan Carlos Maneglia y Tana Schémbori, con quienes produjo la emblemática película paraguaya "7 cajas" (2012). También fue productora ejecutiva de la serie paraguaya "La chuchi" (2006) e impulsora de "González vs. Bonetti" (2005).

## El elenco
El elenco de "Leal, solo hay una forma de vivir" da cuenta con destacados actores de Paraguay, como Luis Aguirre ("Semana capital", "El silencio de los otros", "Opaco"), Andrea Quattrocchi ("La patota", "Semana capital", "Luna de cigarras", "El silencio de los otros"), Bruno Sosa ("Libertad", "La chiperita") y el legendario Silvio Rodas ("El invierno de Gunter", "Mangoré, por amor al arte"). La filmación cuenta con la participación especial de los actores Gonzalo Vivanco ("2091", "Toro Loco: Sangriento", "Los 33 de Atacama"), chileno radicado en Colombia; y, desde Argentina, Andrea Frigerio ("Desearás al hombre de tu hermana", "El ciudadano ilustre"), su hija Josefina 'Fini' Bocchino; y Mauricio Jortack, conocido como imitador de Lilita Carrio en el reality "Gran Cuñado" y de Charly García en el "Gran Cuñado VIp", ambos emitidos por "Showmatch" de Marcelo Tinelli.
El elenco paraguayo cuenta, además, con Félix Medina ("La herencia de Caín"), Ana María Imizcoz ("El invierno de Gunter", "Carimea", "Miramenometokei"), Martín Oviedo ("7 cajas", "Los buscadores", "Orsái"), Ángel Delgado, Arturo Arellano ("7 cajas", "Noche adentro"), Hernán Melgarejo ("18 cigarrillos y medio"), Alejandro Cabral, Gabriel Ojeda, David Gerber, Sergio Quiñonez, Fabio Chamorro, Roberto Weiss, y Moncho Azuaga ("Los buscadores"), entre otros; y la participación especial de Rafael Rojas Doria ("El trueno entre las hojas", "La sangre y la semilla" y "La burrerita de Ypacaraí").
Un total de 170 actores postularon a los roles principales, participando de las audiciones organizadas por la producción. Calificaron 13 aspirantes. Además, hubo un casting internacional, a cuya convocatoria cada profesional remitió un video promocional, al que sucedieron entrevistas concertadas a través de servicios de mensajería instantánea. 
Una vez establecido el elenco, los actores que darían vida a los seis comandos encararon un duro entrenamiento físico de dos a tres horas diarias, durante cuatro meses, bajo las directrices del preparador de atletas Édgar Torres. La puesta a punto, de abordaje diferenciado y personalizado, contempló dieta y rutina de ejercicios, en función de los objetivos trazados para cada personaje, conforme las perfilaciones. En términos de manejo de armas y entrenamiento táctico, los actores fueron guiados por especialistas de la empresa TAC-OPS Paraguay.

## HEi Films
HEi Films es una unidad de negocios perteneciente al departamento de contenidos de HEi Networks. En su haber figuran la coproducción de "Desearás al hombre de tu hermana", que dirige Diego Kaplan, "Gracias Gauchito", de Cristian Jure y "Mi obra maestra", de Gastón Duprat. Está asociada con Aleph Media y Arco Libre, productoras argentinas de Fernando Sokolowicz, y con la distribuidora paraguaya Filmagic. Con el estreno de "Leal" fue lanzado un teaser de la comedia "Súper Mboriahu".

## Rodaje
Durante cinco semanas, entre el 6 de noviembre y el 9 de diciembre de 2017, la cinta fue rodada en Asunción (capital), Atyrá, San Bernardino y Tobatí (Cordillera), y Pedro Juan Caballero (Amambay). El rodaje de “Leal” involucró directamente a 350 trabajadores; unos 1.000 accedieron a una fuente de empleo indirecta.
Los efectos especiales, como tiroteos, explosiones e impactos automovilísticos, fueron supervisados por el experto argentino Lanfranco Burattini, quien asumió el montaje de escenas de riesgo de varios filmes, como “Pompeya” (2010), “Hermanos en sangre” (2012) y “El eslabón podrido” (2015). En Paraguay, acompañó el rodaje de las películas “Luna de cigarras” (2014) y “Los buscadores” (2017). 
Todas las tomas de la cinta se grabaron con cámaras de la marca RED de las series Epic-W y SCARLET-W, con resoluciones en 8K y 5K, respectivamente. Los directores, por su parte, usaron las ópticas (lentes) de la línea Cooke Panchro. Desarrollaron, asimismo, algunas escenas con tecnología GoPro. Finalmente, en la captura de vistas aéreas intervinieron equipos Drone DJI Inspire, que responden a los estándares de filmación en formato 4K.
La dirección de fotografía estuvo a cargo de Nicolás Gorla, tras los filmes “Gracias Gauchito” (2017), “El corral” (2017), las series “Inconsciente colectivo” (2010) y “El legado” (2014). Gorla estuvo involucrado en la corrección de color de Leal, dándole seguimiento al proceso en HD Argentina.

## Postproducción
La postproducción duró poco más de dos meses, y gran parte del proceso se dio en Buenos Aires. La corrección del color y generación de copias finales de la película se realizaron en los estudios de HD Argentina; la edición y mezcla de sonido, en Stavros Digital Sound y efectos visuales, en Pochoclo Studios. En Argentina, Arco Libre tuvo como coordinadora de posproducción a Mercedes Rocca, que participó en el documental “Chaco” y “Maracaibo" (2017). Por Paraguay intervino Juan Zelada, también responsable como técnico de imágenes digitales (DIT) en el rodaje; quien trabajó para varias películas, como “7 cajas”, en carácter de editor; y “La redención”, en coordinación de posproducción.

## Banda sonora
El responsable de la música cinematográfica fue el productor musical, arreglista y compositor argentino Juan Blas Caballero, ganador de siete premios Latin Grammy y 10 galardones en distintas ediciones de los Premios Gardel. Trabajó en películas argentinas como “El crítico” (2012), “Abzurdah” (2015), “Una noche de amor” (2016), “Solo se vive una vez” (2017) y “Recreo” (2018), entre otras.
Incluyó canciones originales dentro la banda sonora, como el tema “Dale Mamita”, realizada por los músicos Humbertiko y Audioko, e interpretada por "Curepa Corazón" (personaje de Mauricio Jortack en el filme). Además, la banda de rock paraguaya Antenna preparó “Apunta o pierde”; y la banda Villagrán Bolaños aportó “Vibración”, potente sencillo perteneciente al disco “Sonidos siderales” (2017), que también se utiliza en el tráiler lanzado el 13 de junio de 2018.
Otro tema original es “Vencer o morir”, interpretada por Danna Meza, autora de la canción en colaboración con el productor paraguayo Guillermo Preda, para el sello GP Music Entertainment. Se grabó en los estudios Golden Alchemy Studio, en Orlando (Estados Unidos), con la producción de Ery La Buena Vida y de Ismael “Tercero” Medina, e incluye la participación del cantante puertorriqueño Gadiel. El videoclip se grabó el 7 de julio, en estudios de Chaco Rental, en Asunción, con dirección de Rodrigo Salomón y Pietro Scappini; y se estrenó el 19 de julio, en el programa de televisión “No pierdas el billete”.

## Taquilla
El jueves 2 de agosto de 2018, la película se estrenó en 27 pantallas de Paraguay, alcanzando 2.721 espectadores, y el primer lugar de la taquilla, al desplazar a “Misión Imposible 6: Repercusión” (en su segundo jueves de cartelera), que tuvo 483 tickets. Comparativamente, el 10 de agosto de 2012, la película paraguaya más taquillera de la historia, "7 cajas", de Juan Carlos Maneglia y Tana Schémbori, tuvo 2.870 espectadores; mientras que la segunda producción de la misma dupla, "Los buscadores" logró 3.139 espectadores, en su estreno, el 7 de septiembre de 2017.
El viernes 3, se incrementó a 5.130 tickets; el sábado 4, a 9.566. Finalmente, el primer fin de semana (4 días), "Leal" acumuló 16.692 espectadores, en 36 pantallas, y totalizó 16.844 espectadores, con los 152 tickets de una función prevendida el miércoles 1 de agosto. “Misión Imposible 6" se ubicó en segundo puesto, con 3.940 tickets, para acumular 14.067 tickets; seguido de "Hotel Transylvania 3" (12 de julio), con 3.120 tickets, y un total de 47.387 tickets. Mientras que los otros dos estrenos, aparte de la película paraguaya, se posicionaron en cuarto y quinto lugar: "Christopher Robin" tuvo 2.778 tickets, y "Mentes poderosas" tuvo 1.309 tickets.
Con 16.844 tickets, "Leal" superó el primer fin de semana de "Los buscadores", que atrajo 16.776 espectadores, entre el 7 al 10 de septiembre de 2017, con 35 pantallas. En tanto, "7 cajas" fue vista por casi 15.000 personas, entre el 10 al 12 de agosto de 2012, según datos que manejaba la agencia Noise Press Management. Con esta cifra inicial, "Leal" saltó al octavo lugar del ranking de taquilla de películas paraguayas, desplazando a "Las herederas" (2018), que totalizó 14.130 espectadores en 6 semanas, y por detrás de "Truenos" (2017), con 23.340 tickets en 3 semanas. Al completar su primera semana en cartelera, "Leal" totalizó 25.010 tickets, en 38 pantallas, ubicándose en el sexto lugar de las películas paraguayas más taquilleras de la historia.
En su segundo fin de semana vendió 12.960 entradas (solo tuvo una disminución del 24% en relación con fin de semana anterior), para acumular 38.059 entradas vendidas en once días, con lo que destronó a "Libertad" (2012) del tercer lugar de las películas paraguayas más taquilleras de la historia. Hasta el miércoles 15 de agosto, al completar su segunda semana de cartelera, acumuló 45.927 tickets.
En el arranque de su tercera semana se ubicó en segundo lugar (1.135 tickets) con el estreno de Megalodón (1.589), por una diferencia de 454 tickets. "Leal" tuvo una variación negativa del 20% respecto a la semana anterior; tiene 27 pantallas y acumula 47.062 tickets. El viernes 17 de agosto de 2018, el filme alcanzó 50.344 tickets. El miércoles 22 de agosto, el film cerró su tercera semana de cartelera, con 60.227 tickets; tras 4 días en segundo puesto, del 20 al 22 de agosto recuperó el primer lugar, reportó comScore. Al arrancar su cuarta semana, el jueves 23, "Leal" (1.031) se impuso a Megalodón (621) y al estreno, "El Justiciero 2" (344). El miércoles 29 de agosto completó su cuarta semana con 71.280 entradas vendidas. En su quinto fin de semana se mantuvo en primer lugar de la taquilla, superando 78 mil tickets.
El miércoles 5 de septiembre completó su quinta semana con 80.561 tickets, y se ubicó entre las cinco películas más taquilleras del año junto a: “Avengers: Infinity War” (200.326, 8 semanas), “Coco” (161.887, +16 semanas) “Jurassic World: El reino caído” (92.804, 10 semanas), “Los Increíbles 2” (91.616, 11 semanas); y superó a “Deadpool 2” (79.872, 7 semanas). El jueves 6 de septiembre, al iniciar su sexta semana, "Leal" fue desplazada al segundo lugar (429) por el estreno de "La monja" (5.767).